# Anne-Sophie Le Paranthoën
Anne-Sophie Lhe Paranthoën (Tóquio, 24 de fevereiro de 1977) é uma desportista francesa que competiu em natação.
Ganhou uma medalha de bronze no Campeonato Europeu de Natación de 2006 e uma medalha de bronze no Campeonato Europeu de Natación em Piscina Curta de 2007, ambas na prova de 4 × 50 m estilos.

## Prêmios internacional
| Campeonato Europeu                  | Campeonato Europeu  | Campeonato Europeu | Campeonato Europeu |
| Ano                                 | Lugar               | Medalha            | Prova              |
| ----------------------------------- | ------------------- | ------------------ | ------------------ |
| 2006                                | Budapeste (Hungria) | Medalha de bronze  | 4 × 100 m estilos  |
| Campeonato Europeu em Piscina Curta |                     |                    |                    |
| Ano                                 | Lugar               | Medalha            | Prova              |
| 2007                                | Debrecen (Hungria)  | Medalha de bronze  | 4 × 50 m estilos   |